# DGA
DGA S.A. – polska grupa inwestycyjno-konsultingowa z siedzibą w Poznaniu, od 20 kwietnia 2004 roku notowana jest na warszawskiej Giełdzie Papierów Wartościowych. 

## Opis
DGA SA jest grupą doradczo-inwestycyjną.Oferuje kompleksowe usługi w zakresie: projektów unijnych (kreowanie, pozyskiwanie i zarządzanie); usług szkoleniowo-doradczych związanych z rynkiem pracy, doradztwa gospodarczego, zarządczego, finansowego; usług audytorskich, księgowych i prawnych; zarządzania zasobami ludzkimi oraz specjalistycznych szkoleń, restrukturyzacji i sanacji przedsiębiorstw.  
Jako inwestor DGA SA zaangażowana jest w kilka projektów internetowych, wśród których znajduje się portal zakupów grupowych Fastdeal.pl, platforma sprzedaży audiobooków Audiobook.pl oraz Audeo.pl, pierwszy w Polsce portal poświęcony wydawaniu audiobooków na zasadach crowdfundingu Kolekti.pl, platforma pracy zdalnej dla uczniów i studentów inclick.pl, jak również w inne inwestycje jak sieć restauracji i klubów muzycznych R&C Union SA. 
Do Grupy Kapitałowej DGA należą (stan na luty 2023):
- DGA SA
- jednostki zależne:
  - DGA Kancelaria S.A.
  - Life Fund Sp. z o.o.
- jednostki współzależne i stowarzyszone:
  - DGA Audyt Sp. z o.o.
- pozostałe:
  - DGA Optima Sp. z o.o.
  - PTWP SA
  - Szybka Pożyczka Polska Sp. z o.o.
  - Szybka Pożyczka Polska Plus Sp. z o.o.[1]

## Historia
Historia DGA rozpoczęła się 22 stycznia 1990 roku – jako Spółki Usług Finansowo-Prawnych BONUS s.c. Na przestrzeni 6 kolejnych lat firma dynamicznie się rozwijała, rozpoczęła realizację pierwszych wielomilionowych projektów, zmieniała formy prawne. Od 1996 roku działała jako Doradztwo Gospodarcze DGA SA, a od września 2010 roku pod obecną nazwą DGA SA. Kamienie milowe w historii DGA:
- 1 marca 1993 – rozpoczyna działalność firma Doradztwo Gospodarcze Andrzej Głowacki, która zatrudnia dotychczasowych pracowników firmy BONUS s.c.; w tym roku zrealizowano pierwszy projekt dla sektora energetycznego.
- 1995 – Spółka realizuje program Wspierania Inicjatyw Prywatyzacyjnych w Wielkopolsce, finansowany ze środków PHARE.
- 1998 – DGA SA rozpoczyna wraz z firmą Ernst & Young Polska realizację programu WIP dla Delegatury Ministerstwa Skarbu Państwa w Szczecinie; powstaje Departament Zarządzania Procesami Biznesowymi.
- 1999 – DGA SA zostaje wybrana doradcą Ministra Skarbu Państwa przy wytyczaniu strategii prywatyzacji sektora wytwarzania energii.
- 2001 – DGA SA jako pierwsza firma konsultingowa w Polsce wdraża system zarządzania jakością oraz uzyskuje certyfikat potwierdzający jego zgodność z normą ISO 9001:2000; opracowuje i z dużym powodzeniem wprowadza na rynek nowe produkty e-jakość dga i e-proces dga.
- Maj 2002 – DGA SA pierwszą firma konsultingową w Polsce według rankingu Warsaw Business Journal. W 2002 Spółka roku wprowadza autorskie narzędzie e-obieg dga; zostaje wyróżniona Medalem Europejskim za produkt e-proces dga, przyznawanym przez Urząd Komitetu Integracji Europejskiej i Business Centre Club.
- 27 listopada 2003 – DGA SA jako pierwsza firma w Polsce uzyskała akredytowany certyfikat na zgodność z wymaganiami normy BS 7799-2 Systemu Zarządzania Bezpieczeństwem Informacji.
- 20 kwietnia 2004 – odbyło się pierwsze uroczyste notowanie akcji na Giełdzie Papierów Wartościowych.
- 2005 - DGA SA rozpoczyna realizację dużych projektów szkoleniowych współfinansowanych z Europejskiego Funduszu Społecznego dla firm Amica Wronki i Energia Pro SA oraz projektów innowacyjnych m.in. promujących telepracę i clustering, podpisana zostaje umowa z Polską Agencją Rozwoju Przedsiębiorczości na realizację największego projektu szkoleniowego dla branży turystycznej „Turystyka Wspólna Sprawa”.
- Rok 2006 – DGA SA jest najskuteczniejszą firmą w pozyskiwaniu środków z Unii Europejskiej według miesięcznika Fundusze Europejskie.
- 27 sierpnia 2007 – DGA zawarła umowę ze spółką Polskie Górnictwo Naftowe i Gazownictwo SA(PGNiG) z siedzibą w Warszawie umowę na wdrożenie w PGNiG systemu zarządzania bezpieczeństwem informacji w oparciu o normę PN-ISO/IEC 27001. Wdrożenie to było jednym z największych wdrożeń systemu zarządzania bezpieczeństwem informacji w Polsce.
- Marzec 2008 – rejestracja Fundacji DGA „Wspieramy Wielkich Jutra”, której działania obejmują wspieranie rozwoju gospodarczego, a w szczególności rozwoju przedsiębiorczości poprzez różnego rodzaju wsparcie głównie dla młodych i wchodzących na rynek pracy, w realizacji ich innowacyjnych przedsięwzięć i pomysłów, inicjowanie współpracy biznesu z instytucjami otoczenia biznesu oraz sferą naukowo-badawczą, koordynowanie współpracy między tymi podmiotami, promowanie inicjatyw społecznych oraz realizowanie działań związanych ze społeczną odpowiedzialnością biznesu.
- Luty 2009 – Doradztwo Gospodarcze DGA SA rozpoczyna realizację największego w Polsce projektu szkoleniowo-doradczego skierowanego do ponad 9000 pracowników zwalnianych ze Stoczni Gdynia SA oraz Stoczni Szczecińska Nowa Sp. z o.o. Projekt trwał do końca czerwca 2010 roku.
- 20 września 2010 – Doradztwo Gospodarcze DGA SA zmienia nazwę na DGA SA, tym samym zmienia profil działalności z doradztwa na inwestycje i konsulting (skupiony w spółkach należących do Grupy Kapitałowej DGA).